# Musikjahr 1684
Liste der Musikjahre

◄◄ | ◄ | 1680 | 1681 | 1682 | 1683 | Musikjahr 1684 | 1685 | 1686 | 1687 | 1688 | ► | ►►

Weitere Ereignisse
Dieser Artikel behandelt das Musikjahr 1684.

## Ereignisse
- Bologna: Floriano Arresti wird am 6. April Mitglied der Accademia Filarmonica.
- Cambridge: John Abell erlangt den Grad eines Baccalaureus Musicae.
- Mailand: Giulio d’Alessandri Chiapetta war von April bis 5. Dezember Kapellmeister am Dom zu Mailand.
- Antonio Stradivari baut die Geigen Bucher, Cipriani Potter und Cobbett ex Holloway.
- Eine Bearbeitung von John Fletchers Schauspiel Valentinian verwendet Musik komponiert von Louis Grabu.
- Mit der Philomela erscheint erstmals ein Gesangbuch in rätoromanischer Sprache.

## Instrumental- und Vokalmusik (Auswahl)
- Vincenzo Albrici
  - Jephte dux electus galaaditarum, Oratorium, aufgeführt in Prag (verschollen)
  - Gloriosus victor Ammonitarum, Oratorium, aufgeführt in Prag (verschollen)
- Rosa Giacinta Badalla – Motetti a voce sola, gedruckt in Venedig
- Giovanni Battista Bassani – Affetti canori, cantate et ariette, op. 6
- Dietrich Buxtehude
  - Dein edles Herz, der Liebe Thron, BuxWV 14
  - Herr auf dich traue ich, BuxWV 35
  - Herr nun läßt du deinen Diener, BuxWV 37
  - Lobe den Herrn meine Seele, BuxWV 71
  - Das Allerschröcklichste und Allererfreulichste, Abendmusik BuxWV 129 (verschollen)
  - Himmlische Seelenlust auf Erden über die Menschwerdung … Jesu Christi, Abendmusik BuxWV 130
- Marc-Antoine Charpentier
  - Litanies de la Vierge, H. 83
  - Pro omnibus festis B V M, H. 333
  - In nativitatem Domini canticum, H. 414
  - Sur la naissance de notre Seigneur Jésus Christ, H. 482
  - Pastorale sur la Naissance de Notre Seigneur Jesus Christ, H. 483
- Michel Richard de Lalande – Te Deum S. 32
- Domenico Gabrielli – Balletti, op. 1
- Giovanni Battista Granata – Armoniosi toni di varie suonate musicali per la chitarra spagnuola ... Opera settima
- Johann Krieger – Ich will in Friede fahren
- Isabella Leonarda – Mottetti a voce sola, op. 11
- Jean-Baptiste Lully
  - Plaude laetare galia, LWV 37
  - Te Deum, LWV 55
  - De Profundis, LWV 62
- John Playford – The Division Violin
- Henry Purcell – From those serene and rapturous joys, Z. 326
- Pierre Robert – Motets pour la Chapelle du Roy
- Alessandro Scarlatti – Agar et Ismaele esiliati (oratorio)
- Giovanni Battista Vitali
  - Sinfonia a 6
  - Sonate da Chiesa à due Violini, op. 9
  - Varie Sonate alla Francese, & all’Itagliana à sei Stromenti, op. 11

## Musiktheater
- John Blow – Venus and Adonis
- Juan Hidalgo de Polanco – Apolo y Leucotea
- Jean-Baptiste Lully – Amadis

## Sammlungen
- John Playford: The Division Violin, containing a collection of divisions upon several grounds for the treble-violin, being the first musick of this kind made, London

## Geboren

### Geburtsdatum gesichert
- 09. Januar: Johann Hermann Schrader, deutscher evangelischer Pfarrer und Kirchenlieddichter († 1737)
- 16. Februar (getauft): Bohuslav Matej Černohorský, böhmischer Komponist († 1742)
- 26. März: Johann Graf, deutscher Komponist († 1750)
- 31. März: Francesco Durante, italienischer Komponist († 1755)
- 18. Juni: Balthasar König, deutscher Orgelbauer († 1756)
- 22. Juni: Francesco Manfredini, italienischer Violinist und Komponist († 1762)
- 18. September: Johann Gottfried Walther, deutscher Organist, Kapellmeister, Komponist und Musikwissenschaftler († 1748)
- 03. Oktober: Johann Theodor Römhild, deutscher Komponist und Kantor († 1756)
- 30. Oktober: Maria Barbara Bach, deutsche Sängerin und erste Frau von J.S. Bach († 1720)

### Genaues Geburtsdatum unbekannt
- François d’Agincour, französischer Cembalist, Organist und Komponist († 1758)
- Marianna Benti Bulgarelli, italienische Opernsängerin (Sopran) († 1734)
- Gottfried Hayne, Domorganist in Berlin († 1758)
- Georg Christian Lehms, deutscher Dichter und Librettist († 1717)

## Gestorben

### Todesdatum gesichert
- 12. Februar: Pietro Andrea Ziani, italienischer Organist und Komponist (* 1616)
- 25. Februar: Andreas Hofer, Komponist, Kapellmeister und Chorregent (* 1629)
- 24. April: Johannes Olearius, evangelischer Theologe und Kirchenlieddichter (* 1611)
- 07. Mai: Tobias Clausnitzer, deutscher Pfarrer und Kirchenlieddichter (* 1619)
- 08. Mai: Henri Dumont, wallonischer Komponist (* 1610)
- 17. Mai: Johann Michael Bach, deutscher Komponist (* 1648)
- 05. Juli: Johann Hildebrand, deutscher Musiker, Komponist und Dichter (* 1614)
- 23. Juli: Johann Albrecht Kreß, deutscher Komponist und Kapellmeister (* 1644)
- 12. August: Nicola Amati, italienischer Geigenbauer (* 1596)
- 02. September (begraben): Jafery Banister, englischer Geiger und Komponist (* unbekannt)
- 12. September (begraben): Johann Rosenmüller, deutscher Komponist (* um 1619)
- 24. September: Cristóbal Galán, spanischer Komponist (* um 1625)
- 01. Oktober: Pierre Corneille, französischer Dramatiker, Autor und Librettist (* 1606)

### Genaues Todesdatum unbekannt
- Jakob Bölsche: deutscher Komponist und Organist (* vor 1669)
- Joachim Richborn, deutscher Orgelbaumeister (* unbekannt)